# Уайт, Уильям Генри (политик)
Уи́льям Ге́нри Уа́йт (англ. William Henry White; 21 августа 1865 года — 11 июня 1930 года) — канадский полицейский и политик. Член Палаты общин Канады от провинции Альберта (1909—1921).

## Биография
Уильям Уайт родился в 1865 году в городе Сити-Вью, колония Канада Запад (ныне провинция Онтарио). Получил среднее образование в нескольких школах в районе Оттавы. В 1881 году переехал в Альберту, где поступил на службу в Северо-Западную конную полицию. С 1887 по 1891 год служил инспектором по гомстедам.
В 1909 году впервые избран в Палату общин как представитель Либеральной партии Канады — одержал победу на довыборах по только что созданному избирательному округу Виктория. Переизбран на выборах 1911 года, на выборах 1917 года переизбран как представитель либералов Лорье. Оставался депутатом до окончания срока своего мандата в 1921 году, после чего прекратил политическую деятельность.
Умер 11 июня 1930 года в Форт-Саскачеване, Альберта.

## Семья
В 1897 году Уильям Уайт женился на Энни Дэвис, в их семье было двое сыновей и одна дочь.